# Singles 2001-2005
Albums de Biffy Clyro
Puzzle
(2007) Missing Pieces – The Puzzle B-Sides
(2009)
Singles 2001-2005 est la première compilation du groupe écossais de rock alternatif Biffy Clyro, publié le 7 juillet 2008, par Beggars Banquet Records.
Cette compilation regroupe les singles des trois premiers albums : Blackened Sky, The Vertigo of Bliss et Infinity Land. Elle est publiée à la suite de la signature du groupe chez 14th Floor Records, puisque le contrat qui les engageait auprès de Beggars Banquet Records incluait encore un album. L'ancien label de Biffy Clyro a été fortement critiqué pour la sortie de la compilation puisqu'elle est publiée après l'album Puzzle, premier grand succès du groupe.

## Liste des chansons
Toutes les chansons sont écrites et composées par Biffy Clyro.
| No  | Titre                                                     | Durée |
| --- | --------------------------------------------------------- | ----- |
| 1.  | 27                                                        | 3:29  |
| 2.  | Justboy                                                   | 4:23  |
| 3.  | 57                                                        | 3:23  |
| 4.  | Joy.Discovery.Invention                                   | 3:39  |
| 5.  | Toys, Toys, Toys, Choke, Toys, Toys, Toys (Version Radio) | 4:07  |
| 6.  | The Ideal Height (Version Radio)                          | 3:19  |
| 7.  | Questions and Answers                                     | 4:05  |
| 8.  | Eradicate the Doubt                                       | 4:27  |
| 9.  | There's No Such Thing As A Jaggy Snake                    | 4:58  |
| 10. | Glitter and Trauma (Version Radio)                        | 4:06  |
| 11. | My Recovery Injection (Version Radio)                     | 3:14  |
| 12. | Only One Word Comes To Mind (Version Radio)               | 3:29  |